# Мур, Джоди
Джоди Мур (англ. Jodie Moore, род. 11 апреля 1976 года) — австралийская порноактриса, лауреат премии Venus Award.

## Карьера
Пришла в киноиндустрию для взрослых в 2001 году, перед этим в течение шести лет танцевала стриптиз в Австралии в заведении под названием Rogue’s Nightclub. В феврале 2002 года подписала эксклюзивный годичный контракт с киностудией Private North America и дебютировала в студии Michael Ninn’s Perfect. В мае 2003 года она подписала эксклюзивный двухлетний контракт с Legend Video и открыла свою собственную компанию JodieMoore.com, Inc. В мае 2006 года она появилась на американском ток-шоу Говарда Стерна (The Howard Stern Show). Также участвовала в телевизионном шоу Blind Date USA.
В 2003 году перенесла операцию по увеличению груди. У неё также есть своя линейка игрушек для взрослых под названием Jodie Moore’s Signature Toys.
С 2001 по 2007 год снялась в 127 порнофильмах.

### Политика
Она баллотировалась на пост лорда-мэра Брисбена на выборах в марте 2004 года. Также дважды баллотировалась в австралийский сенат. В своей первой кампании она получила 5 % голосов.

## Награды и номинации
| Год  | Церемония   | Результат | Номинация                                                               | Фильм                           |
| ---- | ----------- | --------- | ----------------------------------------------------------------------- | ------------------------------- |
| 2002 | Ninfa Award | Номинация | Лучшая актриса                                                          | Perfect                         |
| 2002 | Venus Award | Победа    | Лучшая американская актриса                                             | н/д                             |
| 2003 | AVN Award   | Номинация | Исполнительница года                                                    | н/д                             |
| 2004 | AVN Award   | Номинация | Лучшая сексуальная сцена в зарубежном фильме (вместе с Ником Маннингом) | Euroglam: An American in Europe |

## Избранная фильмография
- Interracial Encounters 2 (2007)
- Lust Connection (2005)
- Private Sports 3: Desert Foxxx (2003)
- Private Black Label 30: The Scottish Loveknot (2003)
- American Nymphette 6 (2003)
- Nymph Fever 6 (2002)
- Liquid Gold 7 (2001)